# (31442) Stark
(31442) Stark (1999 CY1) – planetoida z pasa głównego asteroid okrążająca Słońce w ciągu 3,8 lat w średniej odległości 2,43 j.a. Odkryta 7 lutego 1999 roku.